# Stenodyneriellus pseudancistrocerus
Stenodyneriellus pseudancistrocerus är en stekelart som först beskrevs av Giordani Soika 1961.  Stenodyneriellus pseudancistrocerus ingår i släktet Stenodyneriellus och familjen Eumenidae. Utöver nominatformen finns också underarten S. p. arnemlandic.